# Biserica Sfântul Gheorghe din Costâna

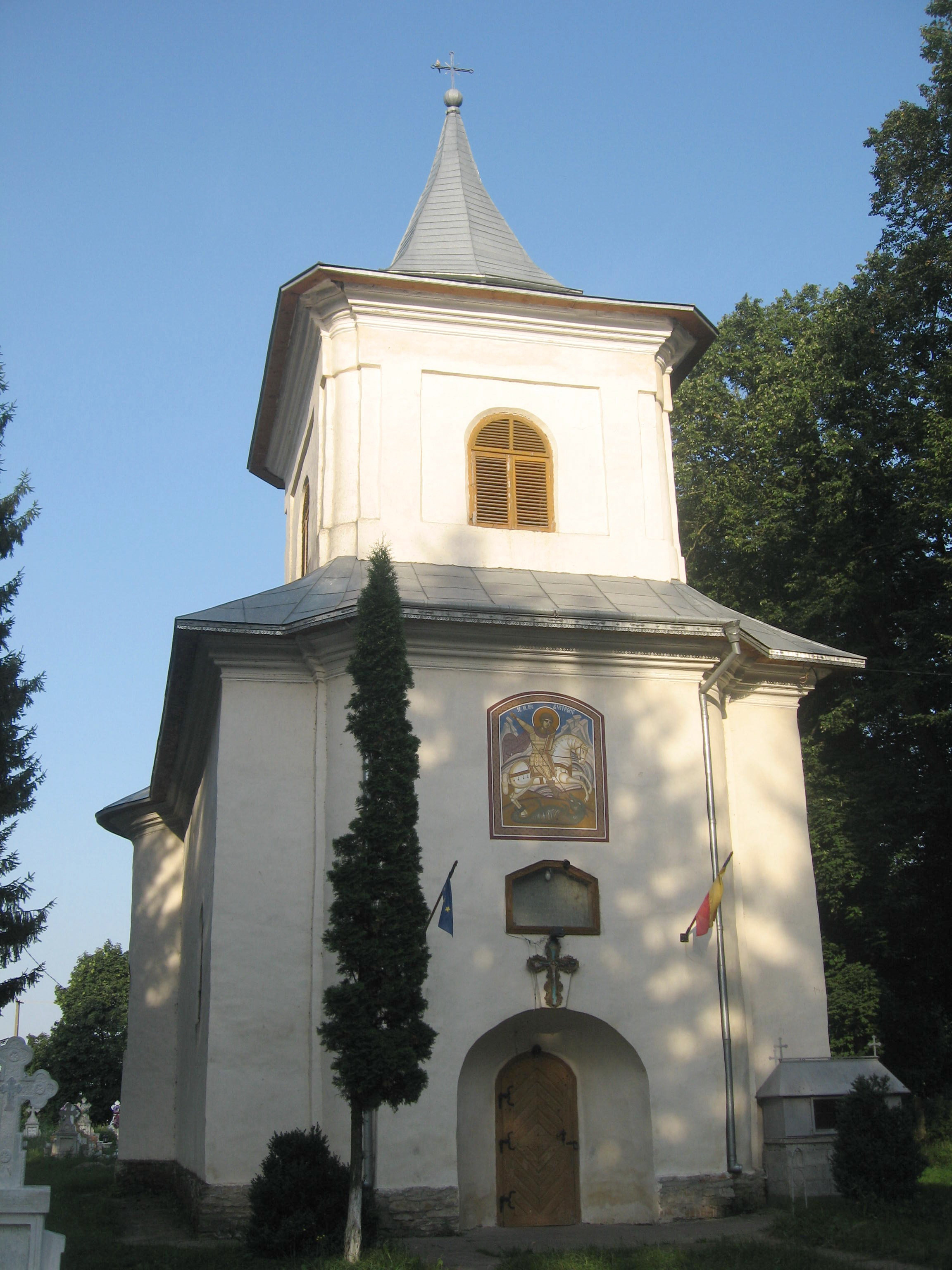
Biserica "Sf. Gheorghe" din Costâna

Biserica „Sfântul Gheorghe” din Costâna este o biserică ortodoxă ctitorită în anul 1811 de baronii Ion (Ianoș) și Gheorghe Cârstea în satul Costâna din comuna Todirești (județul Suceava). 
Biserica "Sf. Gheorghe" din Costâna a fost inclusă pe Lista monumentelor istorice din județul Suceava din anul 2015 la numărul 242, având codul de clasificare cod LMI SV-II-m-B-05524. 

## Istoricul bisericii
Prima atestare a unei biserici la Costâna este în uricul din 15 martie 1490, prin care domnitorul Ștefan cel Mare (1457-1504) i-a întărit Episcopiei Rădăuților 50 de biserici cu preoți dintre care 44 biserici din Ținutul Sucevei și 6 din Ținutul Cernăuțiului, printre care și "biserica cu preotul la Gura Costânei". 
După anexarea nordului Moldovei (Bucovina) de către Imperiul Habsburgic (1774), frații Ilie și Ion Cârste s-au prezentat la 11 noiembrie 1782 în fața Comisiei cezaro-crăiești de delimitare a proprietăților în Bucovina și au revendicau o jumătate de satul Costâna.  În secolele XVIII-XIX, moșia satului Costâna era stăpânită de boierii Cârstea (Cristea). 
În anul 1786, boierul Ioan de Cârste a construit pe cheltuiala sa o biserică din lemn de brad cioplit pe ambele părți, cu hramul "Sfinții Cosma și Damian". Ea a fost amplasată pe moșia boierului Cârste, fiind folosită de credincioșii ortodocși din acest sat.  Biserica a avut la început o catapeteasmă din pânză. 
În anul 1811, baronii Ion (Ianoș) și Gheorghe Cârstea din Costâna au construit o biserică mai mare, de zid , dăruind biserica de lemn satului Dănila. Locuitorii din Dănila au transportat biserica de lemn în anul 1812 și au reclădit-o în satul lor. 
După cum atestă Cronica bisericii, Parohia Costâna avea în 1843 un număr de 1.190 enoriași, biserica era patronată de Ianacachi de Cârste („von Kriste”) și avea postul de paroh vacant. Populația satului a crescut în timp, Parohia având în 1876 un număr de 1.621 enoriași, biserica era patronată de Nicolai de Cârste, iar ca paroh slujea preotul Ioan Mandașevschi. În anul 1895 a fost numit ca paroh preotul George Berariu, născut în 1854 și hirotonit preot în 1882, care slujea aici și în 1907. 

Biserica "Sf. Gheorghe" din Costâna are o pisanie cu un text în limba română cu caractere chirilice.

## Imagini

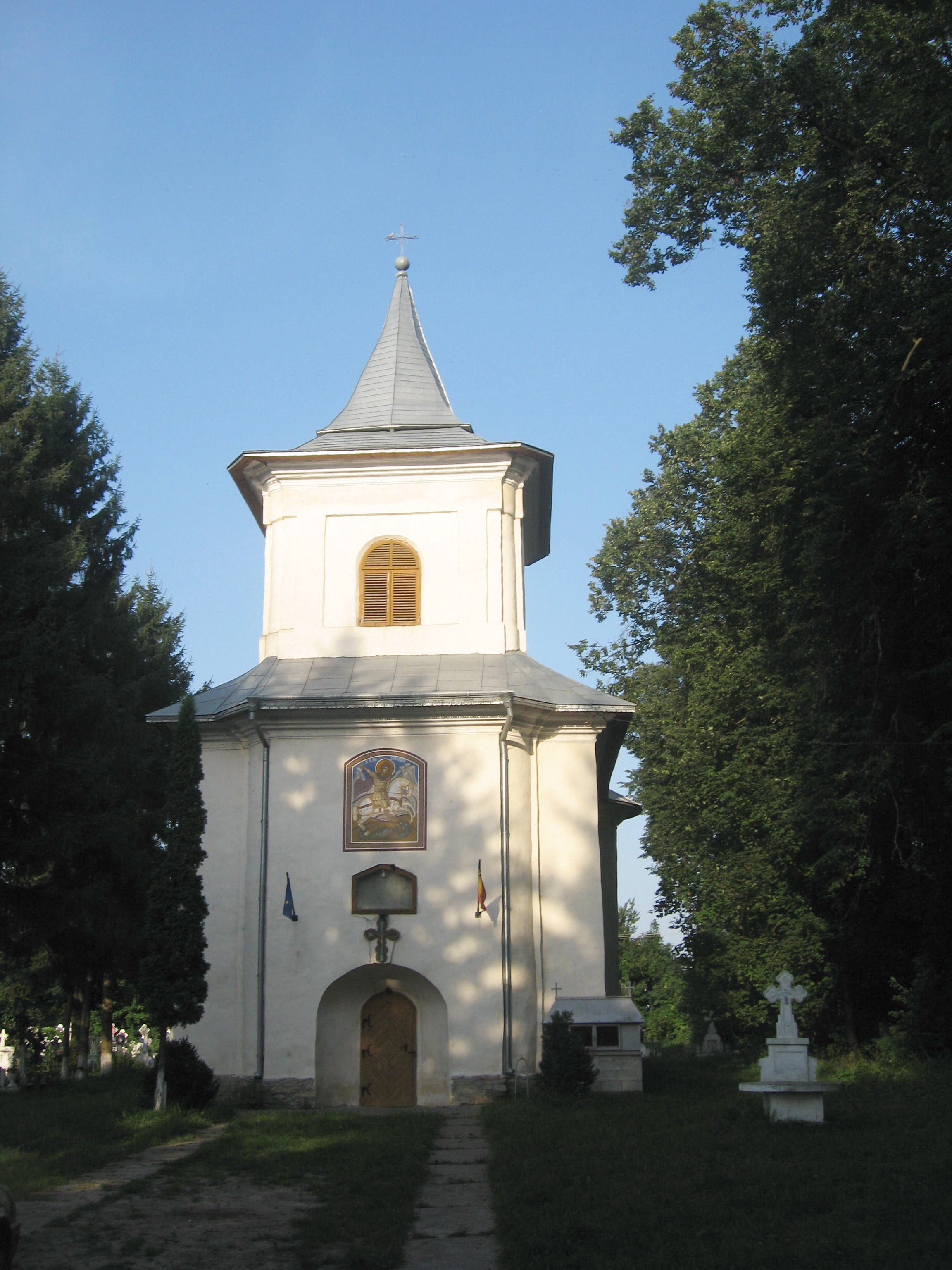
Biserica "Sf. Gheorghe" din Costâna
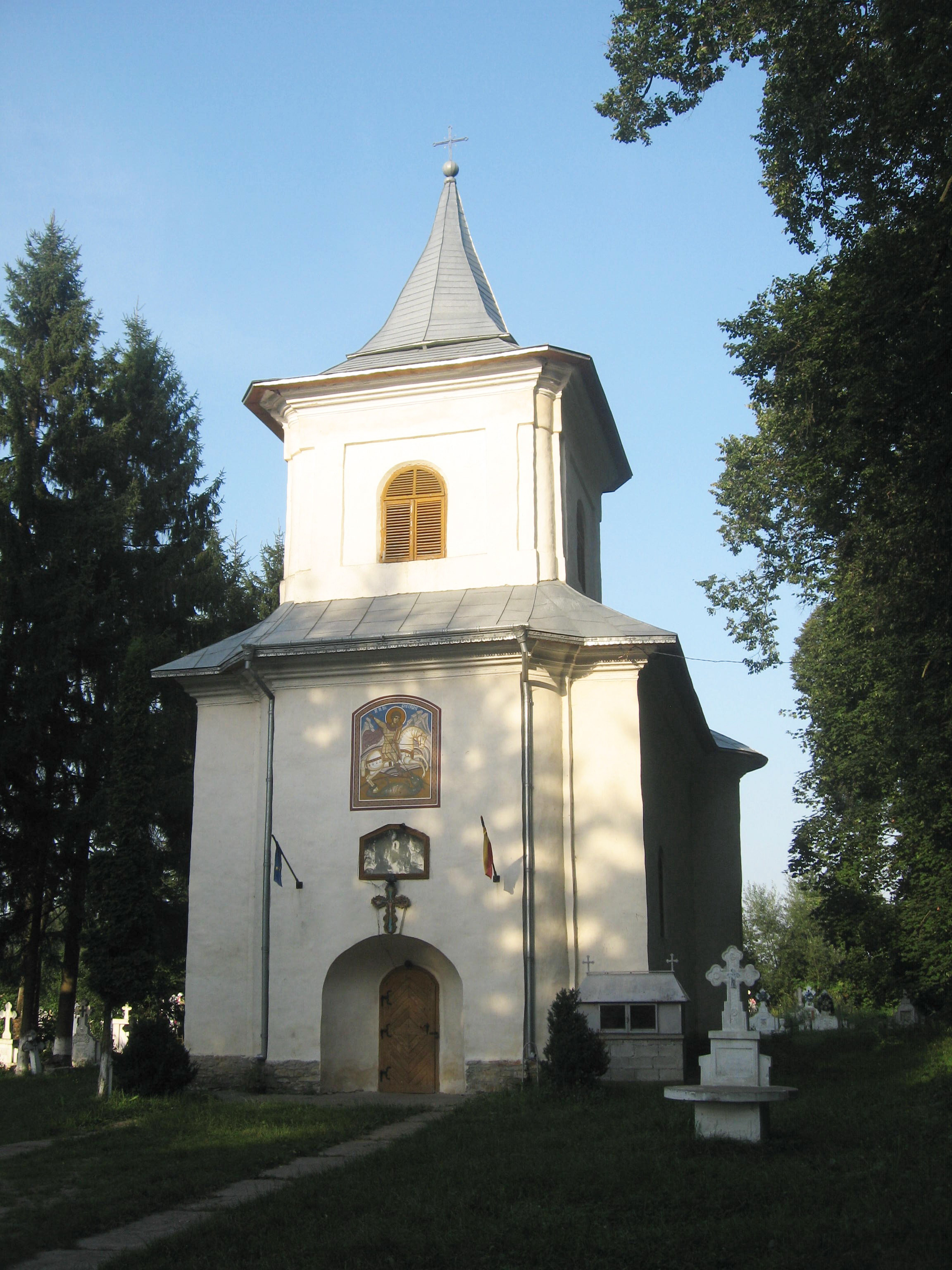
Biserica "Sf. Gheorghe" din Costâna
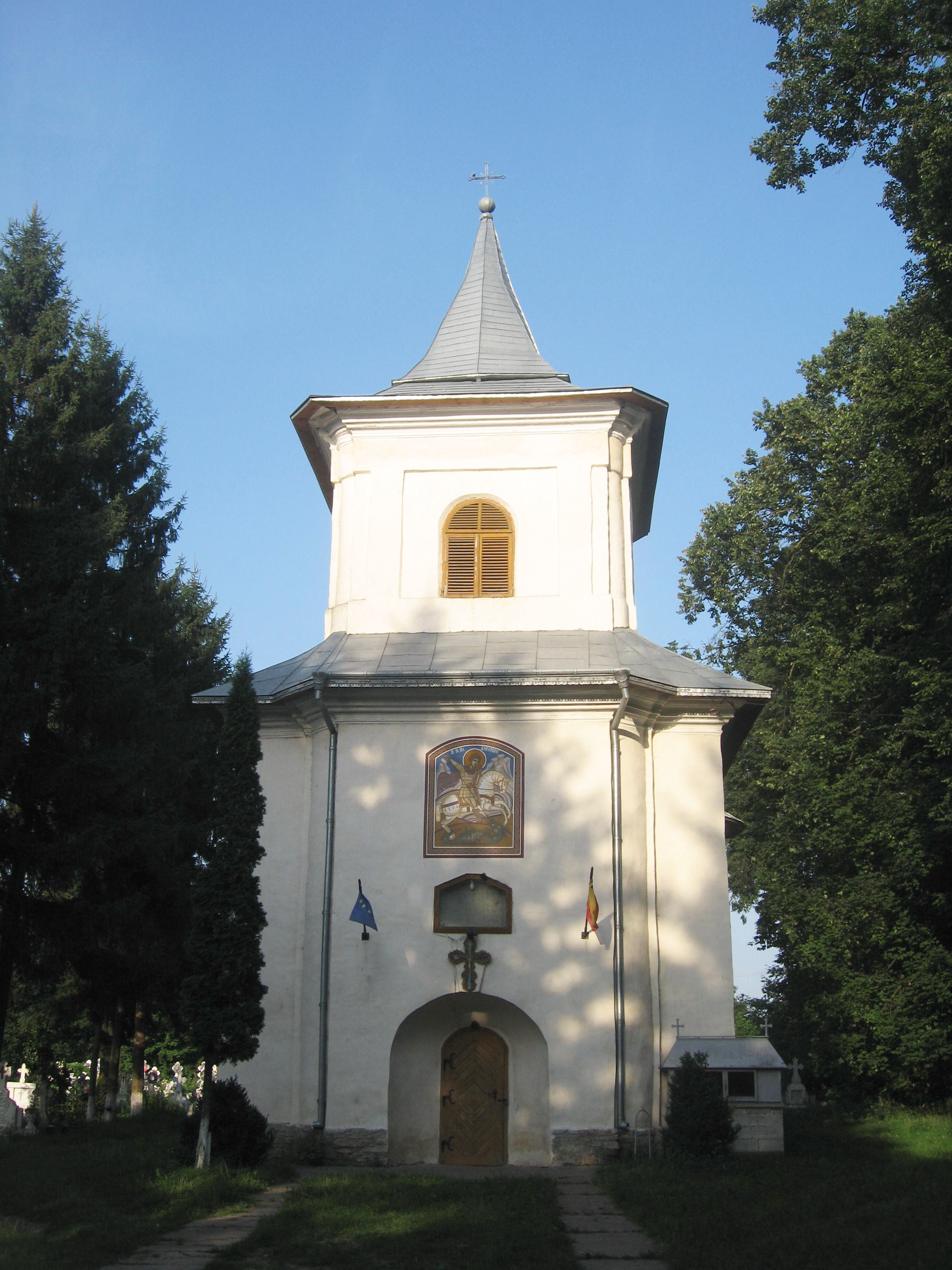
Biserica "Sf. Gheorghe" din Costâna
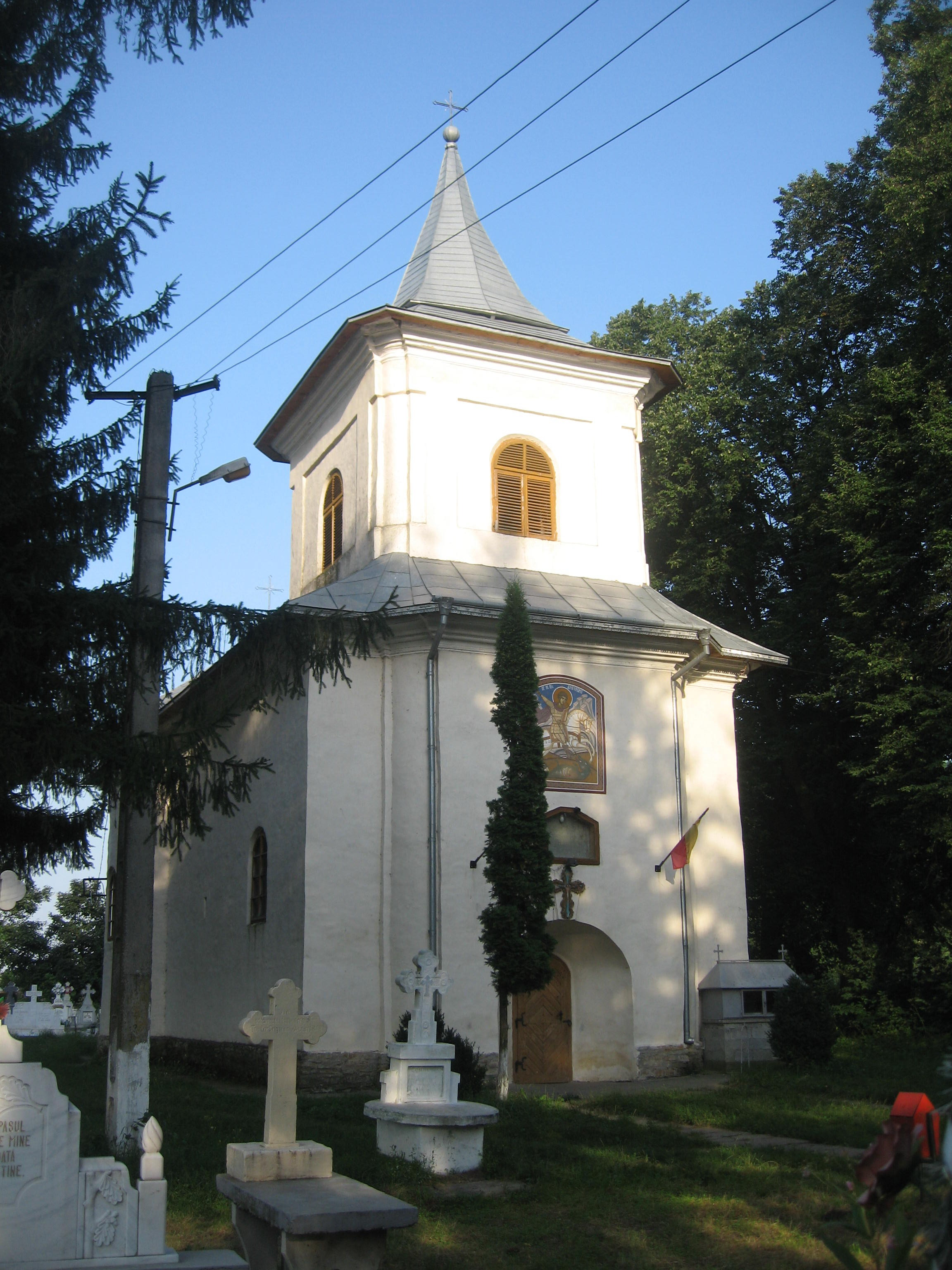
Biserica văzută dinspre nord-vest
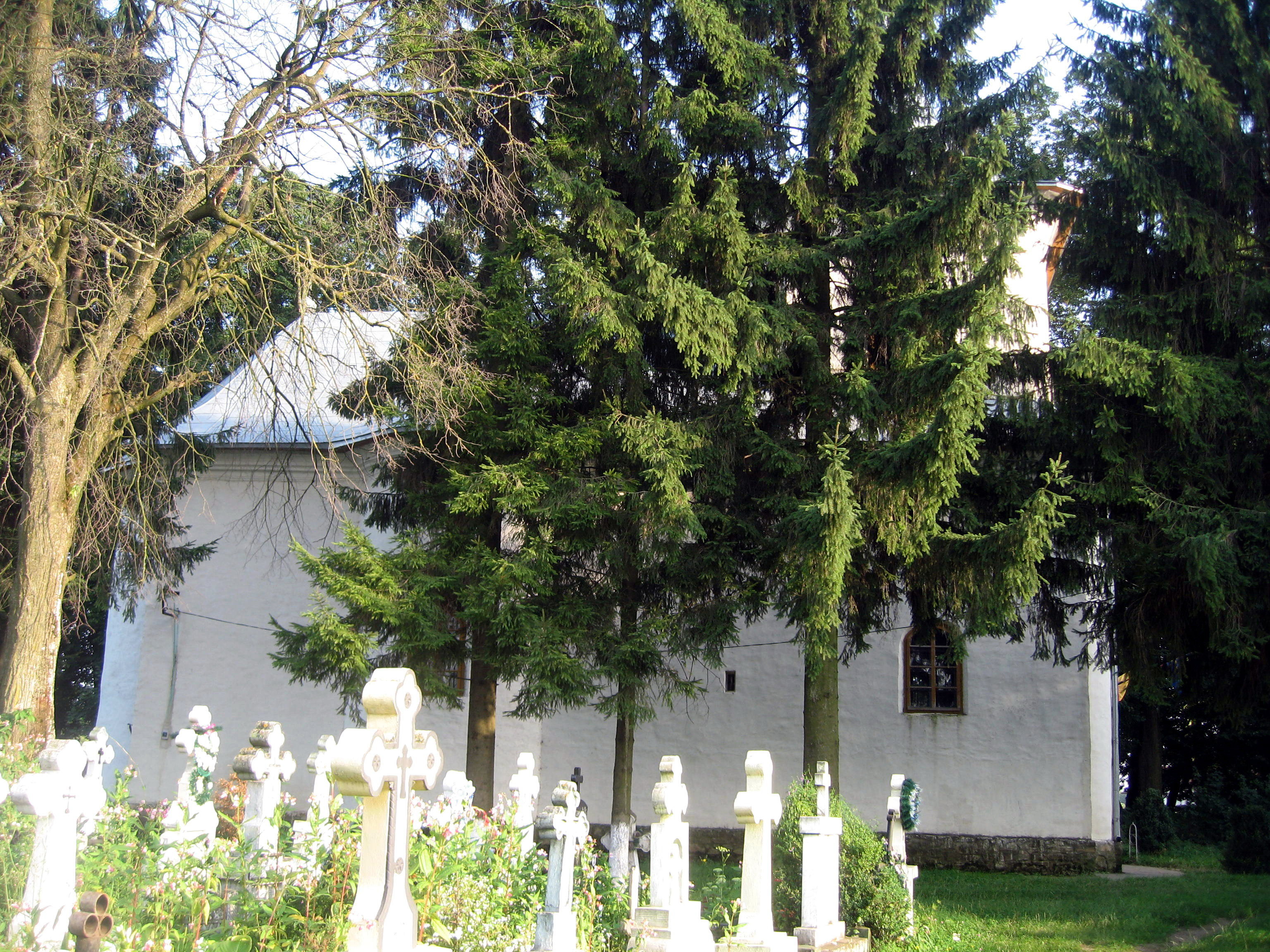
Latura nordică
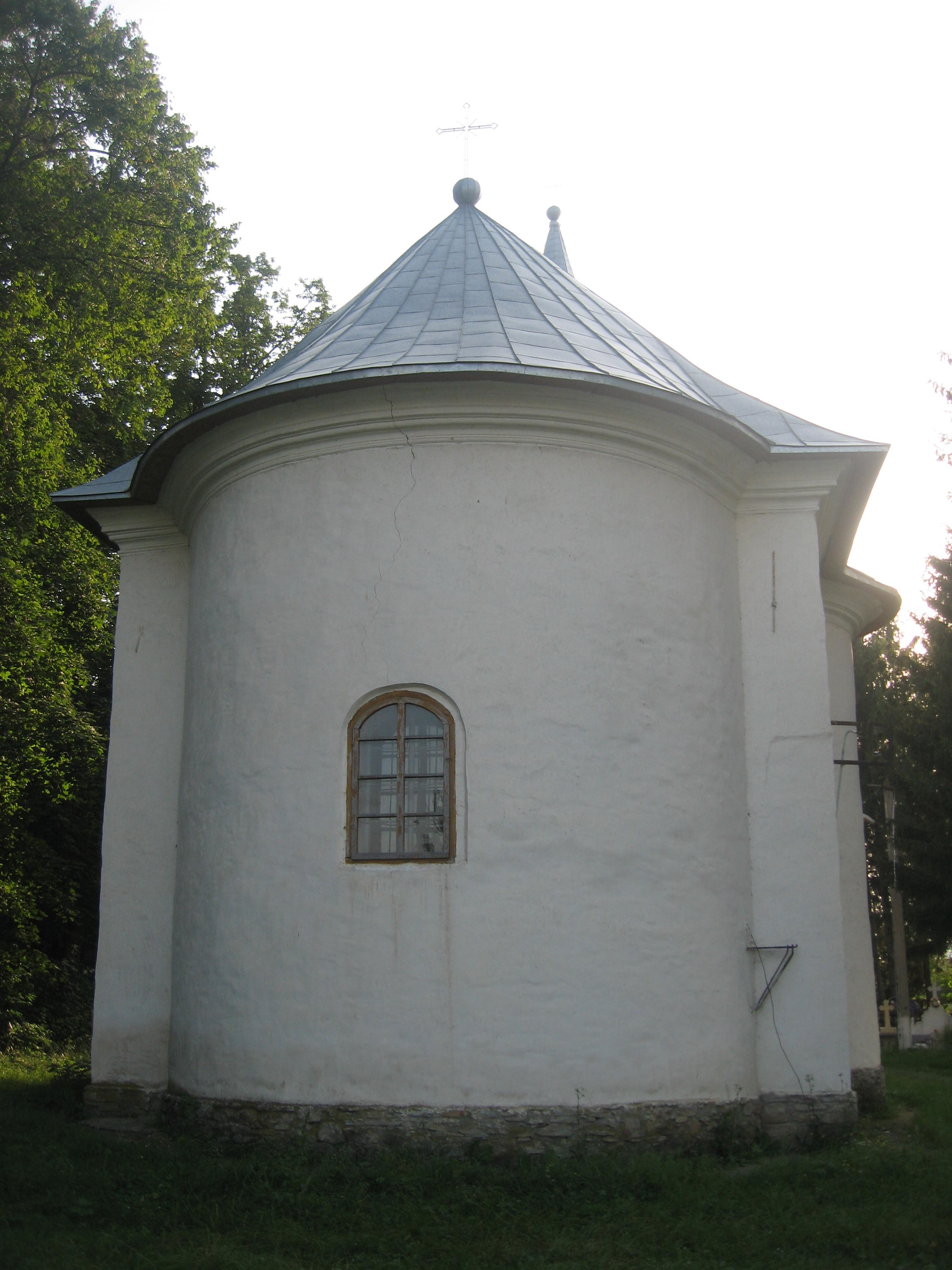
Absida altarului
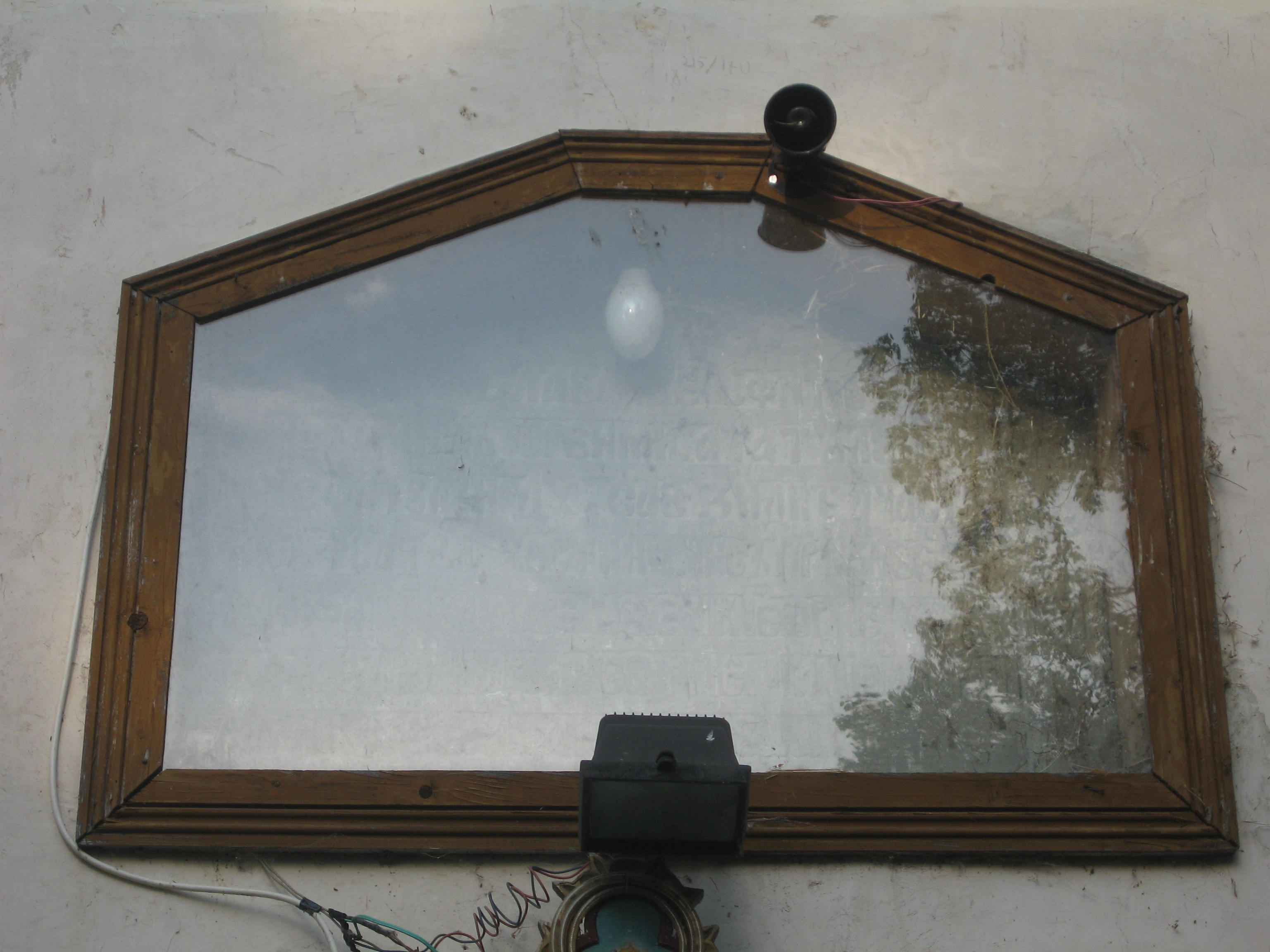
Pisania